# Valby (Gribskov Kommune)
 Denne artikel omhandler byen Valby (Gribskov Kommune). Der er også andre byer med dette navn, se Valby (flertydig).
Valby er en mindre landsby i Nordsjælland, lige nord Helsinge. De to byer er adskilt af Valby Hegn. Landsbyen ligger i Gribskov Kommune og tilhører Region Hovedstaden.
Man hører om Valby første gang o. 1241 og Valby var i Middelalderen en betydningsfuld by da herredstinget, som var mødestedet for retten, blev holdt i det fri i Valby. Holbo Herred var da et retsområde dækkende den nuværende Gribskov Kommune samt Nøddebo Sogn. Lidt syd for kirken lå galgebakken, hvor de hårdest dømte blev henrettet.
Byens forsamlingshus blev stiftet i 1903 og det nuværende bygget i 1909. Valby Gymnastik og Idrætsforening blev stiftet i 1936 og Valby Bylaug stiftet i 1980. Byen fik sin første skole med rytterskolen inde i byen allerede i 1720'erne, der fungerede helt frem til 1912. Den afløstes af Valby Skole nogle kilometer øst for byen, som allerede blev nedlagt i 1959 og i dag er efterskole. Byen havde tidligere to købmænd, men i dag er der ingen dagligvarebutikker.